# Katedrála Nejsvětějšího Srdce Ježíšova (Kanton)
Katedrála Nejsvětějšího Srdce Ježíšova v Kantonu (čínsky 耶穌聖心主教座堂) je římskokatolická katedrála v Kantonu, v Čínské lidové republice. Je sídelním kostelem arcibiskupa Arcidiecéze kantonské. Byla postavena Francouzi v roce 1888 na místě bývalého sídla místokrále dynastie Čching, zničeného za druhé opiové války. Stavba trvala 25 let.
Místními je nazývána „Kamenný dům“. Od roku 1996 je na seznamu národního kulturního dědictví (4-215).